# People’s World
Die People’s World ist eine US-amerikanische marxistische Onlinezeitung, die der Kommunistischen Partei der USA (CPUSA) nahesteht.

## Geschichte
Die seit 2009 ausschließlich online erscheinende Tageszeitung ist die Fortsetzung der seit 1990 erschienenen People’s Weekly World. Diese war eine Zeitung des Graswurzel-Journalismus und direkter Nachfolger der People’s Daily World, die wiederum ein Nachfolger des 1924 gegründeten Daily Workers war.
Die People’s Weekly World entstand 1986 als Tageszeitung, nachdem die Zeitungstitel Daily World und People’s World zum Peoples’s Daily Worker fusionierten. Bei der Zeitung sind ein Dutzend Menschen fest angestellt. Treue Leser vermachen an ihrem Lebensabend ihr Erbe oder einen Teil davon der Zeitung oder der Partei. Die größte Einnahmequelle sind die Mieteinnahmen von einem Parteigebäude in New York, in dem auch die Redaktion der Zeitung ihre Räume hat.
In der Zeit der größten Verbreitungsdichte erreichte die People’s Weekly World ungefähr 35.000 Abonnenten, wobei sie immer vor allem durch die Weiterverbreitung ihrer Texte eine große Reichweite zu erzielen versuchte.

## Eigendarstellung
Schwerpunkte der Berichterstattung sind laut Eigendarstellung marxistische Analysen und Ansichten der Kommunistischen Partei der USA sowie anderer Strömungen der Arbeiterbewegung in den Vereinigten Staaten. Sie versteht sich als „Stimme der Arbeiter, Arbeitslosen, People of Colour, Immigranten, Frauen, Jugend, Senioren, der LGBTQ-Community, Kulturschaffenden, Studenten und Behinderten“.